# Stellamara
Stellamara est un groupe de world music américain créé en 1994 par la chanteuse et productrice Sonja Drakulich et le multi-instrumentiste Gari Hegedus. Le groupe présente des ensembles électro-acoustiques aux mélodies orientales et comporte des sections orchestrales dramatiques. 
Le groupe rassemble des musiciens de renommée mondiale issus de divers milieux culturels et ayant un intérêt commun pour la musique folklorique et classique ancrée dans les traditions du Proche-Orient, de l'Europe de l'est, de l'arabe et du perse.
Leur inspiration se situe proche de celle d'Irfan, Vas, Azam Ali, Dead Can Dance, et la musique traditionnelle turque.

## Membres
- Sonja Drakulich : chant
- Gari Hegedus : multi-instrumental
- Evan Fraser : percussions, chœurs et multi-instrumental
- Sean Tergis : percussions
- Dan Cantrell : accordéon, chant, programmation / clavier

## Discographie
- 1997 : Star Of The Sea
- 1997 : Entrance (EP)
- 2004 : The Seven Valleys
- 2009 : The Golden Thread

Source : Discogs